# Steinkiste von Newtownstewart

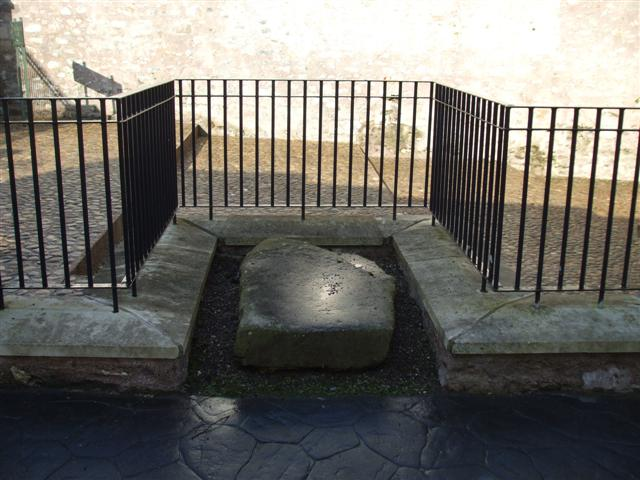
Grab

Die frühbronzezeitliche Steinkiste von Newtownstewart wurde 1999 einige Meter westlich der alten Burgruine der Stewarts (Stewart Castle) im Dorf Newtownstewart (irisch An Baile Nua) im County Tyrone in Nordirland gefunden. Es handelt sich um eine der recht seltenen zweiteiligen Langkisten, die ungestört in einer ovalen Grube lag. Ihr Deckstein wog etwa 250 kg. Newtownstewart liegt nördlich von Omagh an einer Schleife des Strule River. Die Lage oberhalb eines Flusses ist typisch für Kisten der irischen Bronzezeit.

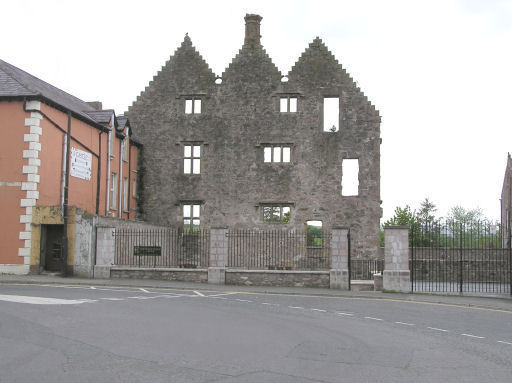
Stewart Castle, bei dem die Steinkiste gefunden wurde

Die ungleich großen Kammern bargen die eingeäscherten Knochenfragmente einer mindestens 40-jährigen Frau und eines 12 bis 15 Jahre alten Kindes. Die Untersuchung ergab, dass die Einäscherung bei Temperaturen von mehr als 650 °C erfolgt sein muss. Als Beigaben fanden sich ein dekoriertes Gefäß und eine kalzinierte Pfeilspitze aus Feuerstein.
Eine 1997 von C. Mount veröffentlichte Untersuchung von über 200 Begräbnissen der Frühbronzezeit im südöstlichen Irland, die 23 Doppelbegräbnisse einschloss, wies die Überreste in derartigen Anlagen als diejenigen hochgestellter Personen aus. Die Analyse der Doppelbestattungen ergab in zwölf Fällen, dass zwei Erwachsene bestattet wurden, in 11 Fällen wurde ein Erwachsener zusammen mit einem Kind begraben. C. Mount bemerkt, dass bei dieser, allerdings nicht als repräsentativ anzusehenden Auswahl, männliche Erwachsene häufiger mit Kindern kombiniert waren als weibliche. Angesichts dessen stellt Newtownstewart eine Ergänzung der Kombination von Frauen mit Kindern dar. Eine andere untersuchte „Long Cist“ ist die von Fakeeragh bei Clifden im County Galway.